# نهر أنادير
```
نهر أنادير
 Anadyr River 
(
بالروسية
: 
Ана́дырь
)‏
 هو نهر في أقصى شمال شرق 
سيبيريا
 ويتدفق إلى خليج أنادير على 
بحر بيرنغ
 وتقع 
مستجمعاته المائية
 في المناطق الداخلية من 
أوكروك تشوكوتكا
. وحوضه في منطقة أناديرسكي في تشوكوتكا.
```

## الجغرافية
نهر أنادير طوله حوالي 1,146 كيلومتر (712 ميل) وله حوض يشغل مساحة 191,000 كيلومتر مربع (74,000 ميل2). يتجمد النهر من شهر أكتوبر إلى أواخر شهر مايو، وبينما يكون أقصى تدفق له في شهر يونيو بعد ذوبان الجليد. هذا النهر صالح للملاحة باستخدام قوارب صغيرة لمسافة طولها حوالي 570 كيلومتر (350 ميل) بالقرب من ماركوفو. يقع النهر إلى الغرب من ماركوفو في مرتفعات أنادير (وهي جبال معتدلة وتتخللها وديان مع بعض الأشجار) وفي شرق ماركوفو ينتقل النهر إلى أراضي أنادير (حيث التندرا المسطحة للغاية مع البحيرات والمستنقعات)..
يبدأ النهر عند خط عرض 67° درجة شمالًا وخط طول 173° درجة شرقًا في مرتفعات أنادير، بالقرب من منابع نهر مالي أيوي، ثم يتدفق إلى الجنوب الغربي مستقبلاً مياه نهري يابلون وإيروبول، ويتجه شرقًا ويمر بـ ماركفوفو وموقع أناديرسك القديم، ثم يتجه شمالًا وشرقًا ويستقبل نهر ماين من الجنوب، وبذلك يحيط بـ زكازنك، ثم يتجه شمالًا لاستقبال نهر بيلايا (تشوكوتكا) من الشمال في الأراضي المنخفضة في بارابول - بيلسكي، ثم يتحول إلى أوست بيلايا ثم إلى الجنوب الشرقي حتى أراضي أنادير المنخفضة بعد أوست تانيور زكازنك وتستقبل نهر تانيور من الشمال. في بحيرة كراسنوي، يتجه شرقًا ويتدفق إلى خليج ونيمن في مصب أنادير. إذا كان خليج ونمين يُعتبر جزءًا من النهر، فإنه يستقبل أيضًا نهر فيليكايا (تشوكوتكا) من الجنوب ونهر كانشانان من الشمال.
```
ويُحيط بحوضه من ناحية الشمال نهر Amguyema ونهر Palyavaam ، ومن الشمال الغربي نهر Bolshoy Anyuy وفرع Oloy من نهر Omolon والجنوب الغربي نهر Penzhina.
```

## التاريخ
في عام 1648، وصل Semyon Dezhnev إلى مصب نهر أنادير بعد غرقه على الساحل. في عام 1649 ذهب إلى أعلى النهر وبنى مرابع الشتاء في أناديرسك. على مدار المائة عام التالية، كان نهر أنادير هو الطريق الرئيسي من القطب الشمالي إلى المحيط الهادئ و Kamchatka. في القرن الثامن عشر، وصف المستكشف القطبي ديمتري لابتيف نهر أنادير.

## البيئة
يمر النهر بمنطقة مأهولة بالسكان، ويغلب عليه التندرا حيث يمتنع نمو الأشجار بسبب درجات الحرارة المنخفضة جداً وقصر طول مدة النمو، لكن توجد مجموعة متنوعة غنية من الحياة النباتية. تتمتع معظم المنطقة بمناظر طبيعية جميلة، ويغلب عليها الجبال الوعرة في كثير من الأحيان. تغطي الثلوج الأرض لمدة تسعة أشهر من السنة، فتصبح الأنهار المتجمدة طرقًا صالحة للسير بالزلاجات. وجد جورج كينان، وهو أمريكي يعمل في بعثة ويسترن يونيون تلغراف في أواخر ستينيات القرن التاسع عشر، أن سفر الزلاجات التي تجرها الكلاب في منطقة أنادير كانت محدودة بسبب نقص الحطب.
توجد حول النهر حيوانات الرنة، التي كان السكان المحليون يعيشون عليها، وكانت موجودة بأعداد كبيرة، ولكن عدد حيوانات الرنة قد قل عددها بشكل كبير منذ إعادة تنظيم وخصخصة المزارع الجماعية التي تديرها الدولة ابتداء من عام 1992. كما انخفضت قطعان الرنة المحلية، وزادت قطعان الرنة البرية.
هناك عشرة أنواع من سمك السلمون تعيش في حوض نهر أنادير. في يوم الأحد الأخير من شهر أبريل من كل عام توجد مسابقة للصيد في الجليد في مياه مصبات الأنهار المجمدة عند مصب نهر أنادير. يُعرف هذا المهرجان محليًا باسم Korfest .
تعد المنطقة مكانًا صيفيًا لعدد من الطيور المهاجرة بما في ذلك الأوز البرينت، والحمامات الأوروآسيوية، والبنتولات من كاليفورنيا.

## روابط خارجية
- «معلومات سياحية وبيئية» موقع Chukotka Autonomous Okrug ، باللغة الإنجليزية
- «روسيا الشرق الأقصى: نهر أنادير» مركز السلمون البري
  - نهر أنادير
- «Snezhnoye: قرية على نهر أنادير»